# Jacek Gutowski
Jacek Gutowski (Varsovia, 25 de julio de 1960) es un deportista polaco que compitió en halterofilia.
Ganó cinco medallas en el Campeonato Mundial de Halterofilia entre los años 1981 y 1987, y siete medallas en el Campeonato Europeo de Halterofilia entre los años 1980 y 1990. Participó en los Juegos Olímpicos de Seúl 1988, ocupando el quinto lugar en la categoría de 52 kg.

## Palmarés internacional
| Campeonato Mundial | Campeonato Mundial       | Campeonato Mundial | Campeonato Mundial |
| Año                | Lugar                    | Medalla            | Categoría          |
| ------------------ | ------------------------ | ------------------ | ------------------ |
| 1981               | Lille (Francia)          | Medalla de plata   | 52 kg              |
| 1982               | Liubliana (Yugoslavia)   | Medalla de bronce  | 52 kg              |
| 1983               | Moscú (URSS)             | Medalla de plata   | 52 kg              |
| 1986               | Sofía (Bulgaria)         | Medalla de plata   | 52 kg              |
| 1987               | Ostrava (Checoslovaquia) | Medalla de bronce  | 52 kg              |
| Campeonato Europeo |                          |                    |                    |
| Año                | Lugar                    | Medalla            | Categoría          |
| 1980               | Belgrado (Yugoslavia)    | Medalla de bronce  | 52 kg              |
| 1981               | Lille (Francia)          | Medalla de plata   | 52 kg              |
| 1982               | Liubliana (Yugoslavia)   | Medalla de bronce  | 52 kg              |
| 1983               | Moscú (URSS)             | Medalla de plata   | 52 kg              |
| 1984               | Vitoria (España)         | Medalla de bronce  | 52 kg              |
| 1986               | Karl-Marx-Stadt (RDA)    | Medalla de plata   | 52 kg              |
| 1990               | Ålborg (Dinamarca)       | Medalla de bronce  | 52 kg              |